# Бомбардовање аеродрома Удбина
Бомбардовање аеродрома Удбина догодило се 21. новембра 1994. године када је авијација НАТО-а из база у Италији на захтев УНПРОФОР-а бомбардовала аеродром Удбина у тадашњој Републици Српској Крајини. Било је то прво веће учешће авијације НАТО пакта у ратовима на простору бивше Југославије. Пре овог напада, НАТО је пет пута учествовао у борбеним мисијама али су то били догађаји далеко мањег интензитета. То је била највећа ваздушна операција НАТО-а од оснивања 1949. Напад је уследио након писма председника Хрватске Фрање Туђмана упућеном Уједињеним нацијама у ком оптужује крајишке Србе да са тог аеродрома нападају Босну и Херцеговину.
Аеродром Удбина је страховито бомбардован у току заузимања Бихаћа од стране Војске Републике Српске, са циљем да се заустави напредовање српских снага. Авиони су бомбардовали писте за узлетање и прилазе хангарима, батерију за противавионску одбрану, као и ракете „земља - ваздух”.
РСК је била обавештена о бомбардовању аеродрома. 

## Ситуација пре бомбардовања
Дана 1. новембра 1994. године покренута је контраофанзива ВРС и снага Аутономне Покрајине Западна Босна на територији Цазинске Крајине. Офанзива је била успешна тако да је претила опасност да ВРС уђе у Бихаћ и да 5. корпус Армије Републике Босне и Херцеговине буде уништен.
Са аеродрома Удбина 18. новембра дејствовала је авијација српских снага у ниском лету, како их НАТО радари не би могли опазити, и притом бомбардовали област Бихаћа.
Дана 19. новембра усвојена је резолуција Савета безбедности 958, према којој НАТО може да бомбардује циљеве на простору мисије УН-а уколико то траже команданти УНПРОФОР-а.
Бомбардовање аеродрома Удбина одобрио је Генерални секретар УН Бутрос Гали.
Дана 20. новембра НАТО је добио команду за дејствовање, али због лошег времена није извршио задатак.

## Бомбардовање
Напад је почео у 11:30 часова 21. новембра 1994. године. У нападу је учествовало 30 авиона уз подршку 9. Авијације САД, Француске, Уједињеног Краљевства и Холандије учествовале су у овом бомбардовању. Учествовала су 4 авиона авијације Холандије Ф-16, а и командант операције је био холандски официр. Велика Британија је учествовала са 4 авиона типа Јагуар у бомбардовању док су Си Харијери са носача авиона ХМС Инвинсибл учествовали у пратњи.
Радар ПВО СВК је уништен против-радарским ракетама Харм испаљених са америчких F/A-18D. Затим је дејствовано француским и британским Јагуарима на противваздушну одбрану и то противавионске топове Бофорс Л-70 калибра 40 mm и ракете Куб-М. Том приликом су избачене касетне бомбе BL-755 Белуга и CBU-87/B. Након тога гађана је писта, рулне стазе и спојнице ласерски вођеним бомбама и класичним бомбама Мк-84. Резултате напада снимили су извиђачи Мираж F-1CR и холандски F/R-16А.
У нападу су погинули Бранко Јерковић и Дарко Галовић, а тешко су рањени Ратко Бјелобаба, Ђуро Егић, Жељко Узелац и Жељко Иванишевић.
Напади су трајали 45 минута.

## Реакција
Након бомбардовања Срби у Републици Српској су заробили три официра УНПРОФОР-а у Бањој Луци, и то Јорданца, Чеха и официра из Бангладеша, и везали их за стубове на аеродрому у Бањој Луци.
Реакције у Савезној Републици Југославији су били напади на америчке грађане, амбасаду у Београду и америчко представништво у Подгорици.
Два дана касније одржани су разговори у Београду специјалног изасланика УН Јасушија Акашија са Слободаном Милошевићем и Миланом Мартићем.
Дана 26. новембра 1994. године ВРС, која је ушла у Бихаћ, повукла се и обуставила офанзиву.
Две недеље након бомбардовања аеродром је поново био у функцији.